# 代碼瀑布

对绿雨的一种解读

代碼瀑布（英語：Matrix digital rain）又稱為母體代碼（Matrix code）或綠雨（Green rain），是電影《駭客任務》中出現的電腦代碼。下降的綠色代碼是一種在屏幕上表示母體虛擬現實環境活動的方式，在《駭客任務》三部曲以及《駭客任務立體動畫特集》中均以此作為片頭，這是專營權的標誌，類似於《星際大戰》中的開場爬行字幕。

## 背景
在影片中，包含矩陣本身的代碼經常表示為向下流動的綠色字符。該代碼使用由Simon Whiteley設計的自定義字體，其中包括半形片假名字符和西方拉丁字母和數字的鏡像。在2017年CNET的一次採訪中，他將設計歸因於來自日本的妻子，並補充道：“我想告訴大家，《駭客任務》的代碼是由日本壽司食譜製成的。”由於字母在屏幕上留下熒光痕跡，因此效果類似於舊的綠色屏幕顯示。
數字雨的前身存在於電影Meteo的“代碼場景”中，該電影是1989年的匈牙利實驗流行文化電影。1995年的賽博朋克電影《攻殼機動隊》對《駭客任務》有很強的影響力，其開場白與數字雨類似。
尚未發布《駭客任務》三部曲和《尼歐的路徑》遊戲網站中實際使用的代碼字體的正式版本。 已進行了多次模仿，大多數以屏幕保護程序的形式進行。

## 文化影響

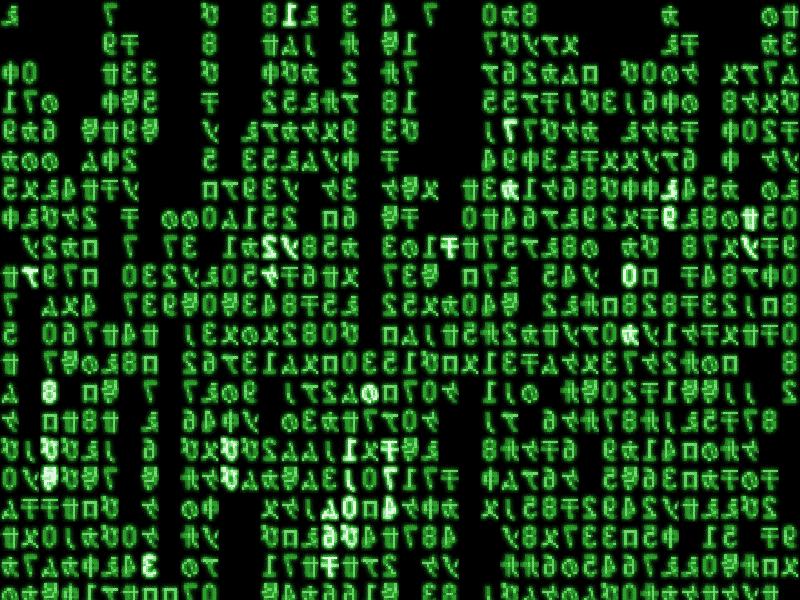
一款名为“XMatrix”的屏幕保护程序，在XScreenSaver中显示绿雨

荷蘭音樂家阿讓·安東尼·盧卡森（Arjen Anthony Lucassen）在他的樂隊Star One於2010年發行的專輯《現代受害者》中將這首歌命名為“數字雨”，以紀念這部電影。
該效果還啟發了許多非官方的以《駭客任務》為主題的螢幕保護程式的創造。